# Pit Hupperten

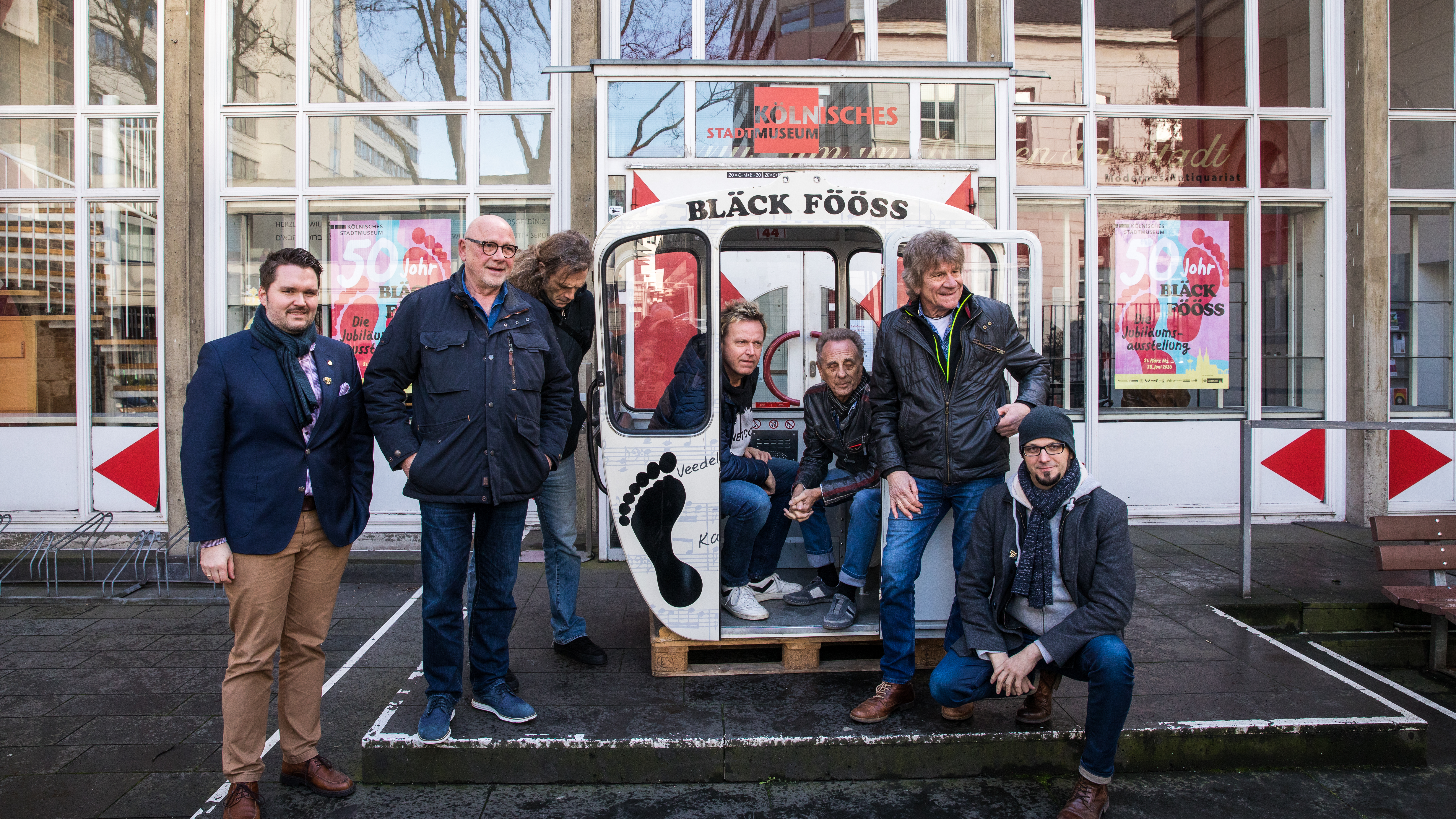
Pit Hupperten (rechts) mit den Bläck Fööss

Pit Hupperten (* 1974 in Leverkusen-Schlebusch) ist ein deutscher Sänger, Komponist und Gitarrist. Seit 2017 ist er Mitglied der Kölner Band Bläck Fööss.

## Leben
Hupperten wurde in Leverkusen-Schlebusch geboren und wuchs in Steinbüchel und später Opladen auf. Mit 14 Jahren gründete er die Rockband The Sentinels, die bis 2000 bestand. Mit ihr veröffentlichte er vier Alben. Später studierte er Sonderpädagogik im Fach Musik an der Pädagogischen Hochschule Rheinland in Köln. Schon in der Schulzeit und während des Studiums verdiente er mit der Musik sein Taschengeld und später seinen Lebensunterhalt.
1994 gründete er die Cover-Band Die Allerwertesten, deren Frontman er ist. Seit 2002 unterstützt er die Formation Drei vom Rhein, bestehend aus Claus Fischer, Werner Neumann und Alex Vesper, als Leadvocal-Sänger und Gitarrist.
Pit Hupperten war als Songwriter und Musiker für zahlreiche Werbungen und Filmmusiken und in mehrere Bandprojekte involviert, unter anderem tourte er von 2011 bis 2013 und 2018/2019 mit Herbert Grönemeyer als Background-Sänger auf den Touren Schiffsverkehr bzw. Tumult. Außerdem arbeitete er mit Tommy Engel, Sarah Connor, Max Mutzke, bei TV-Auftritten u. a. mit Smudo, Helene Fischer, Chris de Burgh, Chris Norman und Udo Jürgens zusammen.
2001 war er im Vorprogramm bei Status Quo auf deren Deutschlandtournee zu sehen, 2007 bei The Who im Hamburger Stadtpark.
Im April 2017 wurde er Nachfolger von Gründungsmitglied Peter Schütten bei den Bläck Fööss, wo er seitdem Gitarrist und Sänger ist. In den spielfreien Phasen der Bläck Fööss widmet er sich seit 2016 gemeinsam mit Jakob Hansonis einer Hommage an David Bowie, die den Titel Space Oddity trägt.